# 鹰嘴河寨碉群
鹰嘴河寨碉群位於四川省阿壩州茂縣，文物遺址年代判定為明至清。2002年12月27日公佈為四川省第六批省級文物保護單位。2006年5月25日列為第六批全國重點文物保護單位，歸入第五批全國重點文物保護單位直波碉樓。